# Patrick Browne
Patrick Browne (* um 1720 Woodstock, County Mayo, Irland; † 29. August 1790 Rushbrook, ebenda) war ein aus dem County Mayo stammender irischer Mediziner und Botaniker. Sein offizielles botanisches Autorenkürzel lautet „P.Browne“.

## Leben und Wirken
Patrick Browne lebte ab 1737 bei Verwandten auf Antigua, kehrte aber aus gesundheitlichen Gründen nach Europa zurück. Er studierte Naturwissenschaften, besonders Botanik an der Universität von Paris, ging dann nach Leyden und wurde 1747 Doktor der Medizin. Er kannte den Botaniker Jan Frederik Gronovius und korrespondierte mit Carl von Linné. Er praktizierte zwei Jahre als Arzt am St Thomas’ Hospital in London, bevor er auf die Westindischen Inseln zurückkehrte und sich auf Jamaika niederließ. Er veröffentlichte unter anderem 1756 das Werk The Civil and Natural History of Jamaica, in dem Namen für 104 Gattungen eingeführt wurden. 1771 kehrte er nach Irland in das County Mayo zurück. Sein Grab befindet sich in Crossboynem.

## Ehrungen
Nach ihm wurden die Gattungen Brownea Jacq. und Browneopsis Huber aus der Familie der Hülsenfrüchtler (Fabaceae) benannt.

## Nachweise
- Patrick Browne. Princess Grace Irish Library (Monaco), archiviert vom Original am 11. März 2007; abgerufen am 18. April 2009 (englisch).
- E. Charles Nelson: Patrick Browne (ca. 1720-1790), Irish physician, historian and Caribbean botanist: A brief biography with an account of his lost medical dissertations. In: Huntia. Band 11, Nummer 1, 2000, S. 5–16.